# Яків Клиша
Яків Клиша (Клишенко, Клишевський) відомий також як Яцина (*д/н — бл.1654) — український політичний та військовий діяч, кошовий отаман війська Запорозького у 1628 році, Білоцерківський полковник у 1632, 1637 роках, військовий та генеральний суддя (1654).

## Життєпис
Походив з дрібної української шляхти з Білоцерківщини, що тісно була пов'язана з козацькою старшиною. Народився до 1600 року. Замолоду подався на Запорізьку Січ, отримавши прізвисько Яцина (від власного імені Яків, Яцько). Тут швидко здобув неабикий авторитет. Перша згадка про нього відноситься до 1619 року, коли Яцина (Клиш) був одним з представників запорожців на перемовинах з королівськими комісарами щодо статусу та чисельності козаків в Речі Посполитій. Перемовини завершилися Роставицькою угодою.
Про діяльність у 1620-х роках замало відомостей. Можливо брав участь у морському поході запорожців під час Хотинської війни 1621 року. У 1627 році був у складі запорозького посольства на Сейм з намаганням пом'якшення куруківської угоди. 1628 року обирається кошовим отаманом. Разом з гетьманом Михайлом Дорошенком брав участь у поході до Криму. В 1631 році стає запорозьким полковником, напевне очолював одну з паланок Запорозької Січі (яку саме невідомо).
У 1632 році повертається на Батьківщину, де призначається очільником Білоцерківського полку реєстрових козаків. Того ж року обирається війським суддею реєстрового війська. 1633 року був у складі козацької делегації, що вела перемовини з Миколаєм Остророгом, маршалком Сейму Речі Посполитої, стосовно релігійних прав православних.
Брав участь у повстанні Павлюка 1637 року. Рішенням Миколая Потоцького призначено тимчасовим полковником Білоцерківським. 1638 року втратив цю посаду, але в проміжку до 1648 року виконував обов'язки старшого сотника Білоцерківського полку. Підтримав повстанням під проводом Богдана Хмельницького, перейшовши з реєстровиками на бік останнього. Брав участь у битвах на Жовтих Водах, під Корсунем та Пилявцями.
У 1652—1653 роках був очільником Білоцерківського полку, 1654 року наказним полковником білоцерківським. Водночас обіймав посаду білоцерківського городового отамана. 1654 року був у складі делегації до Московського царства, де йшлося про укладання угоди з царем Олексієм Михайловичем. По поверненню призначено генеральним суддею, але ймовірно незабаром помер.